# Павловск (Алтайский край)
Па́вловск — село (ранее посёлок городского типа) в Алтайском крае, административный центр Павловского района и Павловского сельсовета.
Село было основано в 1763 году и первоначально называлось деревня Урывная.

## География
Павловск расположен в Касмалинском ленточном бору на реке Касмала (приток Оби) в 59 км к западу от Барнаула.

## История
Село было основано в 1763 году и первоначально называлось деревня Урывная. 8 июля 1764 года был заложен фундамент сереброплавильного завода. В XVIII—XIX веках Павловск являлся одним из крупных поселений Алтайского горного округа и имел статус горнозаводского посёлка, а затем горнозаводской волости. Место строительства завода было почти идеальным с точки зрения металлоплавильных технологий XVIII века.

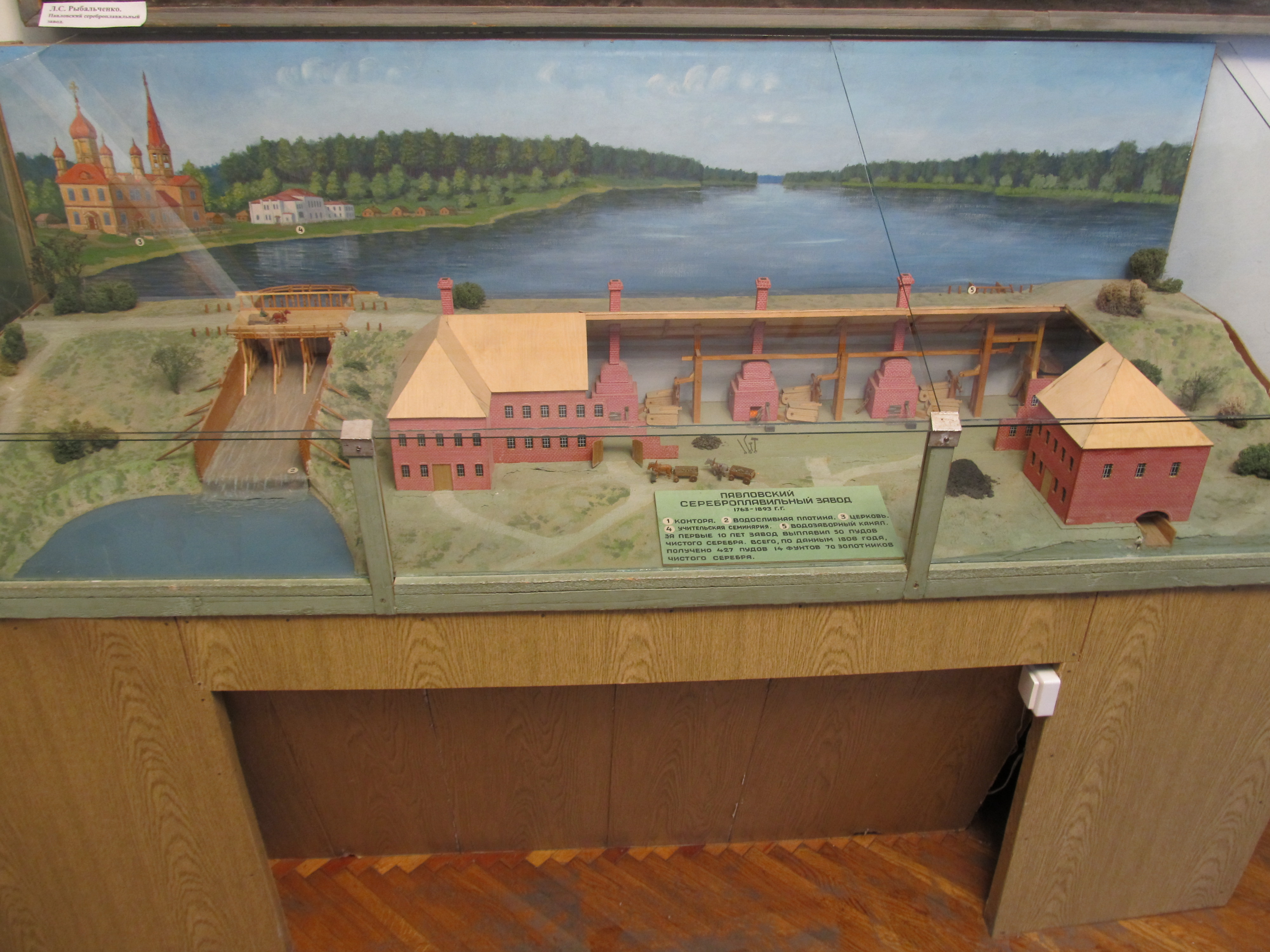
Макет Павловского сереброплавильного завода. Музей истории Павловского района.

 При слиянии рек Касмалы и Фунтовки была насыпана внушительная плотина длиной в 180 м и шириной более 25 м. Воды созданного водохранилища использовались для приведения в действие мехов сереброплавильных печей. Воздух в плавильные печи подавался с помощью паровой машины, сконструированной и построенной по чертежам Ивана Ползунова.
К заводу был приписан Касмалинский ленточный бор, снабжавший завод древесным углём и деловой древесиной.
Своё нынешнее название село получило от имени наследника Екатерины II — Павла. В XVIII веке в черте современного села находились Новопавловская деревянная крепость, имевшая форму пятиугольной звезды (стены не сохранились), а также здания завода, плотина и заводской пруд. Руду возили на лошадях из Змеиногорска и перерабатывали её в Павловске. Сохранились фрагменты здания «мусорной толчеи» завода (на этом месте сейчас стоит мельница) и заводской пруд.
В XIX и в начале XX веков село Павловское являлось административным центром Павловской волости в составе Барнаульского уезда Томской губернии..
Известно, что в Павловске было две церкви — Введенская и Никольская, а также учительская семинария, в которой учился отец космонавта Германа Титова. В XIX веке в селе было несколько купеческих домов, в том числе сохранившаяся винная лавка купца Удонова (в настоящее время в нём находится редакция газеты «Новая Жизнь»). До настоящего времени сохранились два здания бывших купеческих особняков. В одном из них располагается районная библиотека, в другом — военный комиссариат Павловского района.
При административно-территориальной реформе Сибревкома 27 мая 1924 года Павловская волость была реорганизована в Павловский район Сибирского края РСФСР; село Павловское (в 1935 году было реорганизовано в рабочий посёлок Павловск) стало административным районным центром.
После закрытия завода село развивалось как центр перерабатывающей промышленности и торговли.

## Население
| 1926    | 1939    | 1959    | 1970    | 1979    | 1989    | 1997    |
| ------- | ------- | ------- | ------- | ------- | ------- | ------- |
| 3235    | ↗8866   | ↗9823   | ↗10 684 | ↗12 101 | ↗13 654 | ↗14 509 |
| 1998    | 1999    | 2000    | 2001    | 2002    | 2003    | 2004    |
| ↗14 806 | ↘14 725 | ↘14 518 | ↗15 447 | ↘15 108 | ↘14 951 | ↘14 886 |
| 2005    | 2006    | 2007    | 2008    | 2009    | 2010    | 2011    |
| ↗14 943 | ↘14 746 | ↗15 007 | ↘14 926 | ↘14 730 | ↘14 533 | ↗14 551 |
| 2012    | 2013    | 2021    |         |         |         |         |
| ↘14 418 | ↗14 445 | ↘13 850 |         |         |         |         |

## Известные люди, связанные с Павловском
- Шумилов, Иван Леонтьевич (1919—1981) — русский советский писатель-фронтовик
- Борунов, Геннадий Фёдорович (1928—2008) — российский художник—пейзажист
- Кутьков, Пётр Савельевич (1930—1996) — Герой Социалистического Труда
- Наумов, Николай Александрович (1888—1959) — русский ботаник, миколог и фитопатолог
- Конев, Борис Иванович (1914, Павловск — 1944) — участник Великой Отечественной войны, Герой Советского Союза
- Стебунов, Иван Сергеевич (род. 1981) — российский актёр театра и кино
- Сухотский, Дмитрий Владимирович (род. 1981) — российский боксёр
- Бабич, Светлана Владимировна (род. 1947) — советская легкоатлетка, специализировавшаяся в метании копья

## Социальная сфера

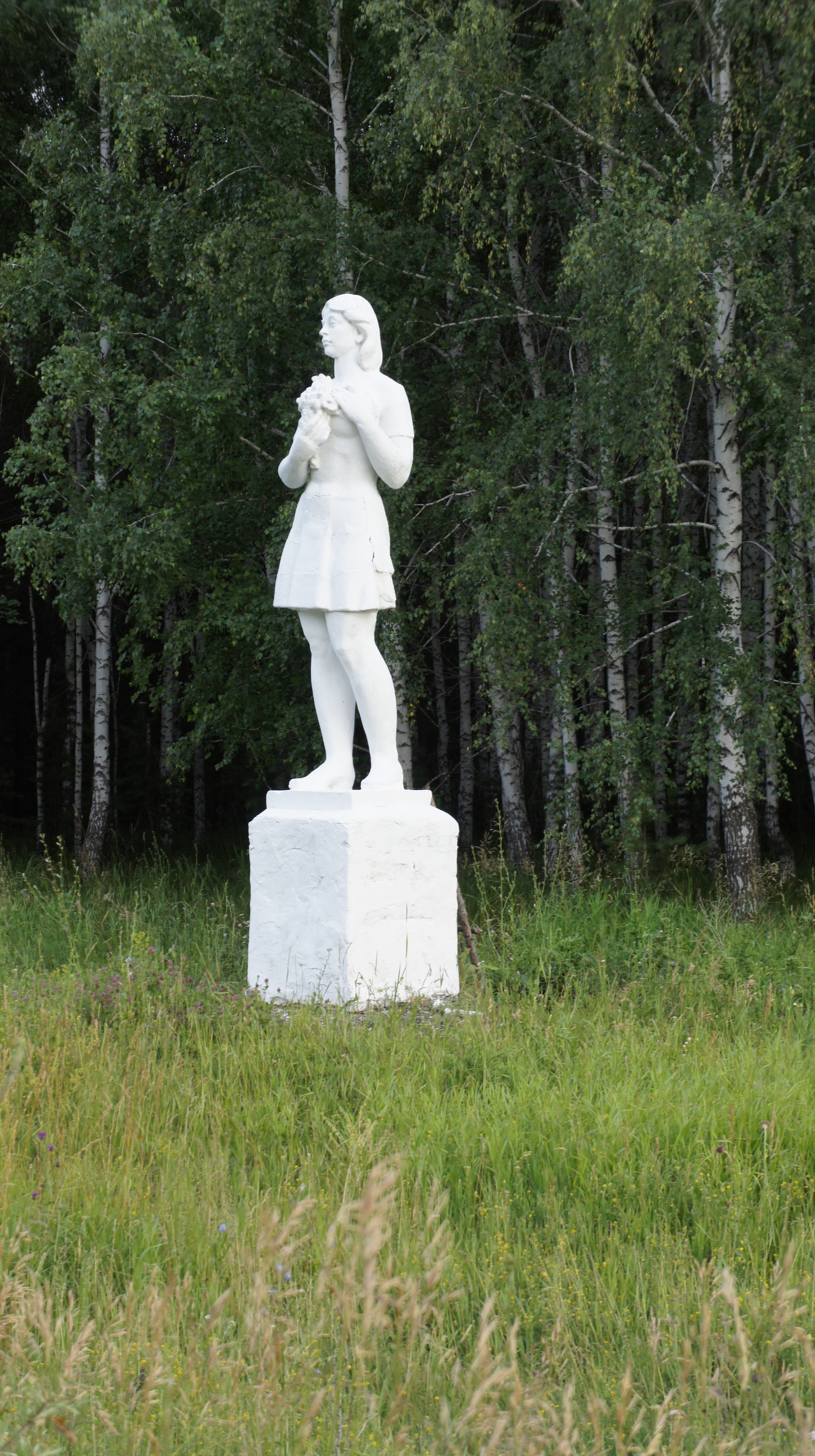
Статуя на окраине Павловска

Социальная сфера райцентра представлена тремя общеобразовательными школами, 4 детскими дошкольными учреждениями, 1 учреждением профессионального образования — «Павловский аграрный техникум», в котором обучается около 1000 человек очной и заочной форм обучения.
Функционируют медицинские учреждения: «Павловская центральная районная больница», поликлиника, станция скорой помощи, КГБУЗ «Павловский детский санаторий «Зарница», выходит районная газета «Новая жизнь».
В селе расположены спортивные сооружения, детские летние лагеря, Дом культуры, библиотеки, «Павловская районная станция юных техников», МОУ «Павловская начальная школа - детский сад», районный дом культуры «Юность», Центр народного творчества, «Павловская детско-юношеская спортивная школа им. Чекушкиных», физкультурно-оздоровительный центр «Дружба», МБУДО «Павловская детская школа искусств», МБУДО «Павловский детско-юношеский центр».
В селе есть Музей истории Павловского района, созданный педагогом, историком и краеведом П. В. Копытовым и МБУК "Павловский историко-художественный музей им. Г. Ф. Борунова — филиал Государственного художественного музея Алтайского края. Районная модельная библиотека имени Шумилова Ивана Леонтьевича.
На стадионе «Юность» ежегодно проводятся спортивные соревнования разных уровней: в 2006-м — Всероссийская Универсиада, в 2015-м — летняя олимпиада сельских спортсменов Алтая.

## Экономика
- ООО Агрофирма «МАЯК»
- ОАО «Павловский маслосырзавод»
- ОАО «Павловский авторемзавод»
- ООО «Павловский хлебокомбинат»
- ООО «Содружество» (бывший ГП «Павловский лесхоз»)
- ОАО «Племрыбхоз Зеркальный»
- ЗАО «Павловская птицефабрика»
- ЗАО «Павловское ремтехпредприятие»
- АО «Дом быта»
- Отделения банков: Сбер, Россельхозбанк, Почтабанк, Совхозбанк
- Павловский деревообрабатывающий комбинат (ДОК), входящий в компанию Алтайлес
- Развитая торговая сеть, коммунальные, строительные и иные предприятия различных форм собственности, развлекательные и досуговые центры. Работает Павловская центральная районная больница, поликлиника, станция скорой помощи, аптечная сеть[17].

Транспорт
Через Павловск проходит автомобильная трасса регионального значения Р380 (Барнаул — Камень-на-Оби — Новосибирск) и автодорога Павловск — Ребриха — Мамонтово.
Ближайшие железнодорожные станции: Штабка — 40 км и Арбузовка — 35 км.

## Радио
- 104,2 Радио России / ГТРК Алтай
- 104,7 Милицейская волна / Катунь FM

## Галерея

Достопримечательности Павловска
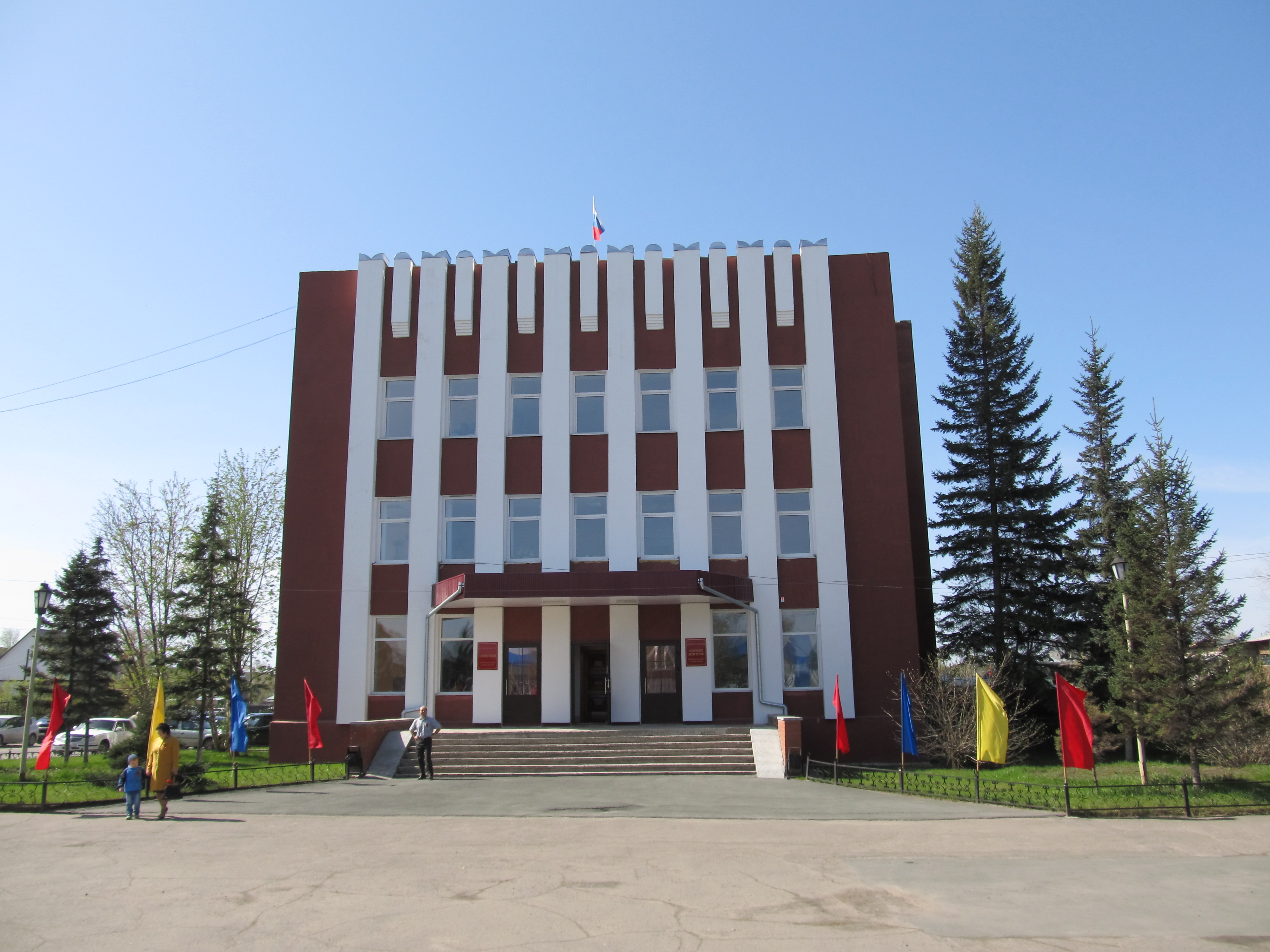
Здание Администрации Павловского района.
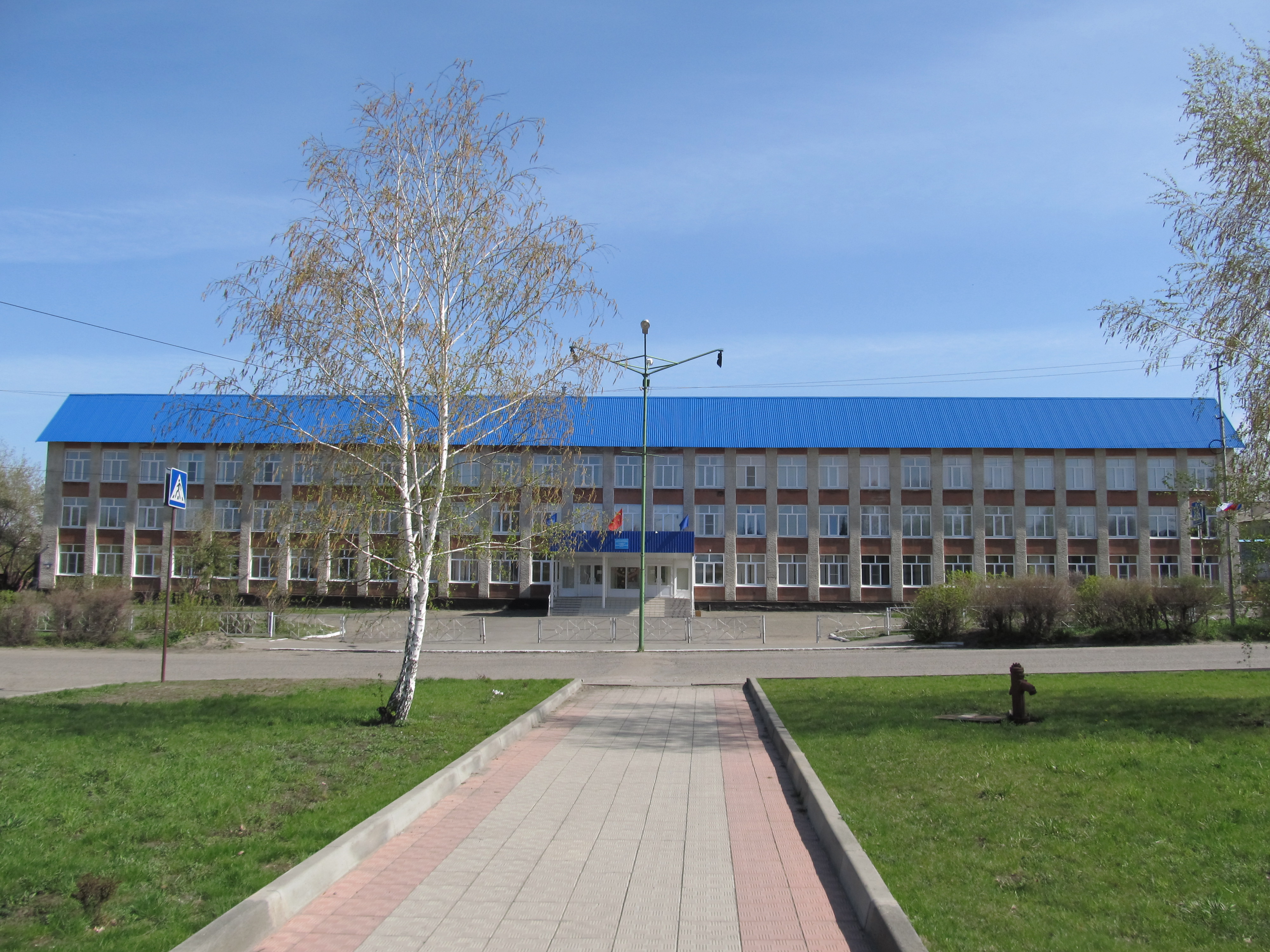
Павловская средняя школа.
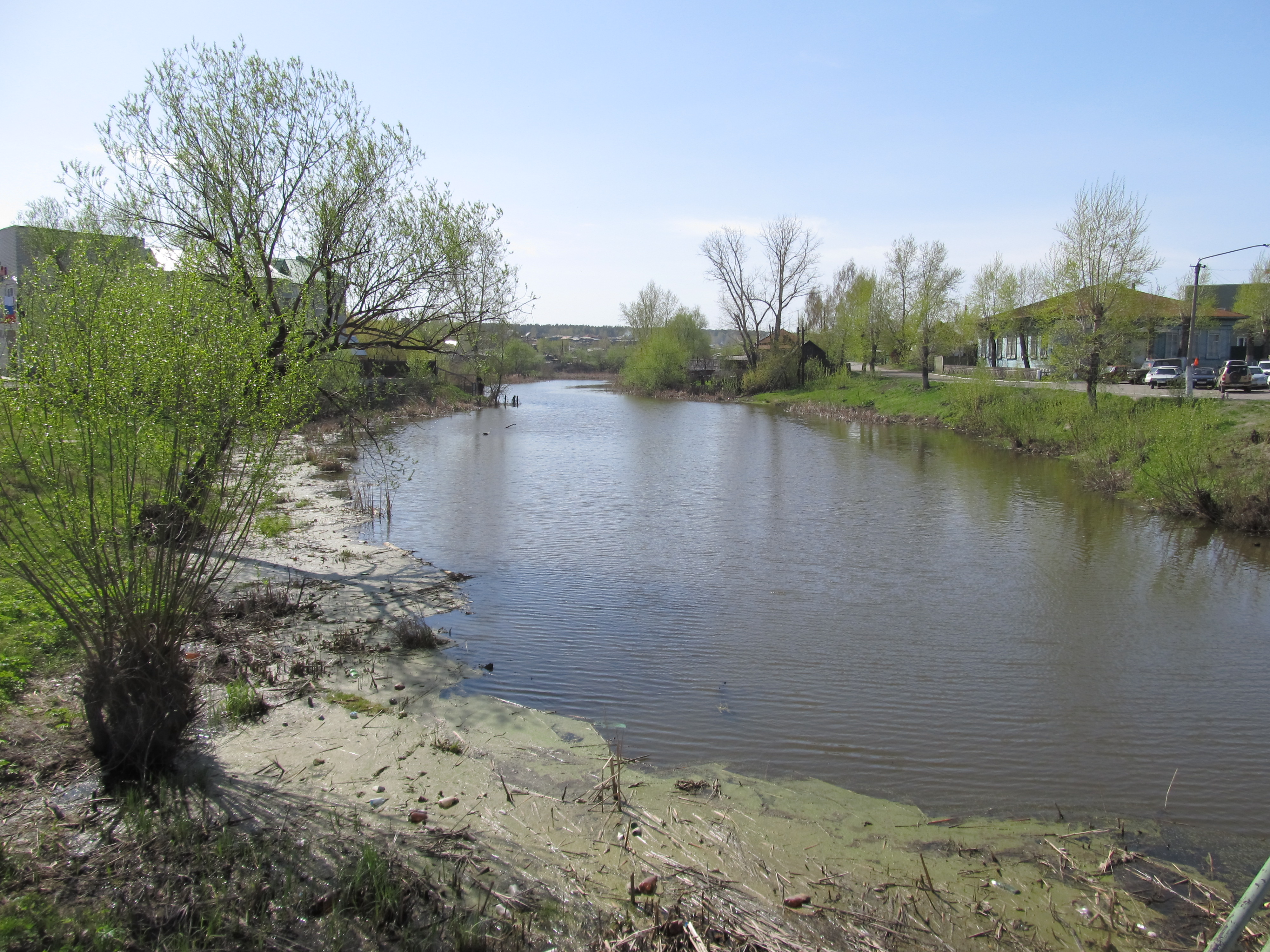
Река Фунтовка в месте впадения в пруд.
Мемориал павшим в годы ВОВ.
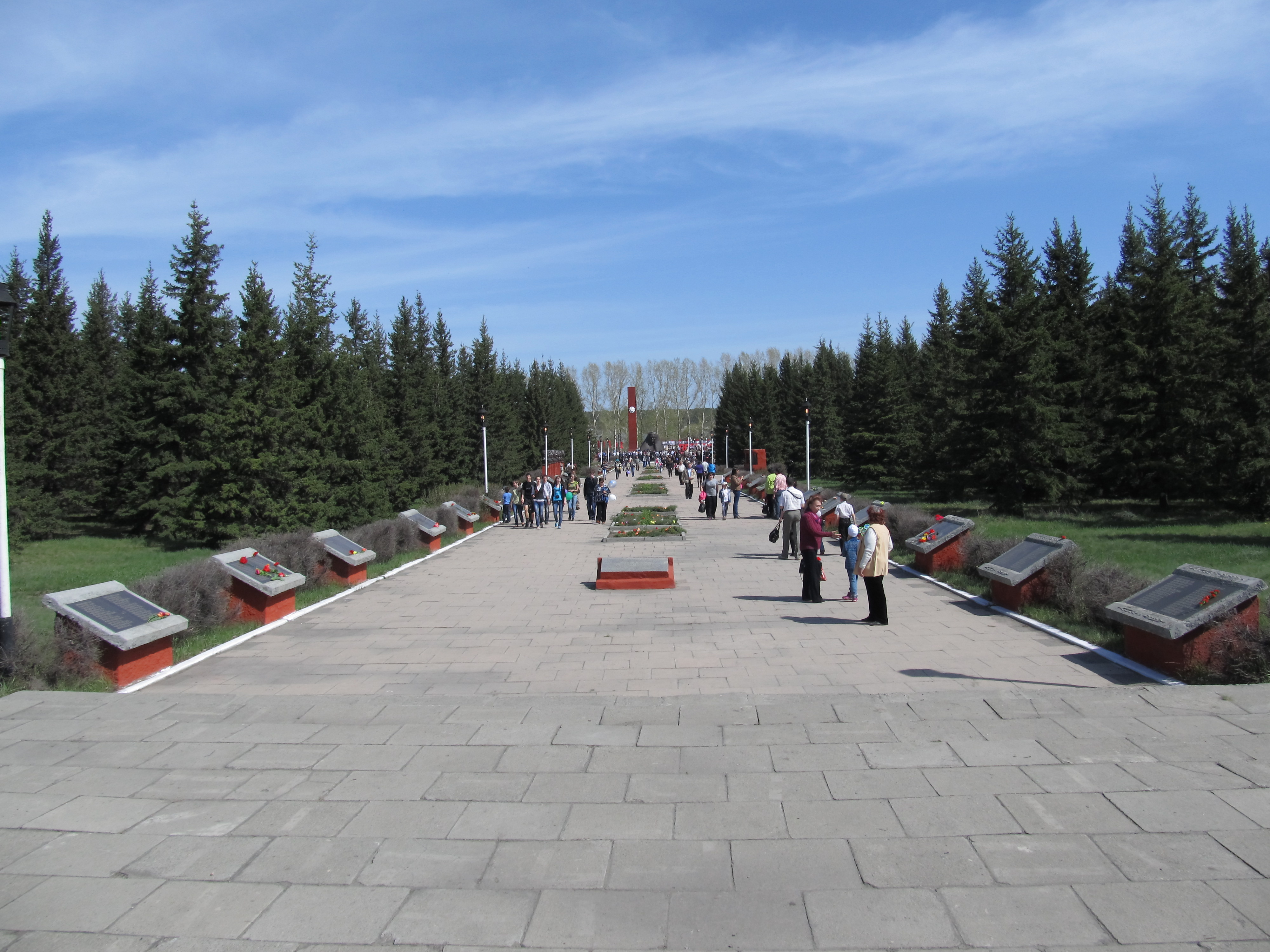
Плиты с именами погибших жителей села в годы ВОВ.
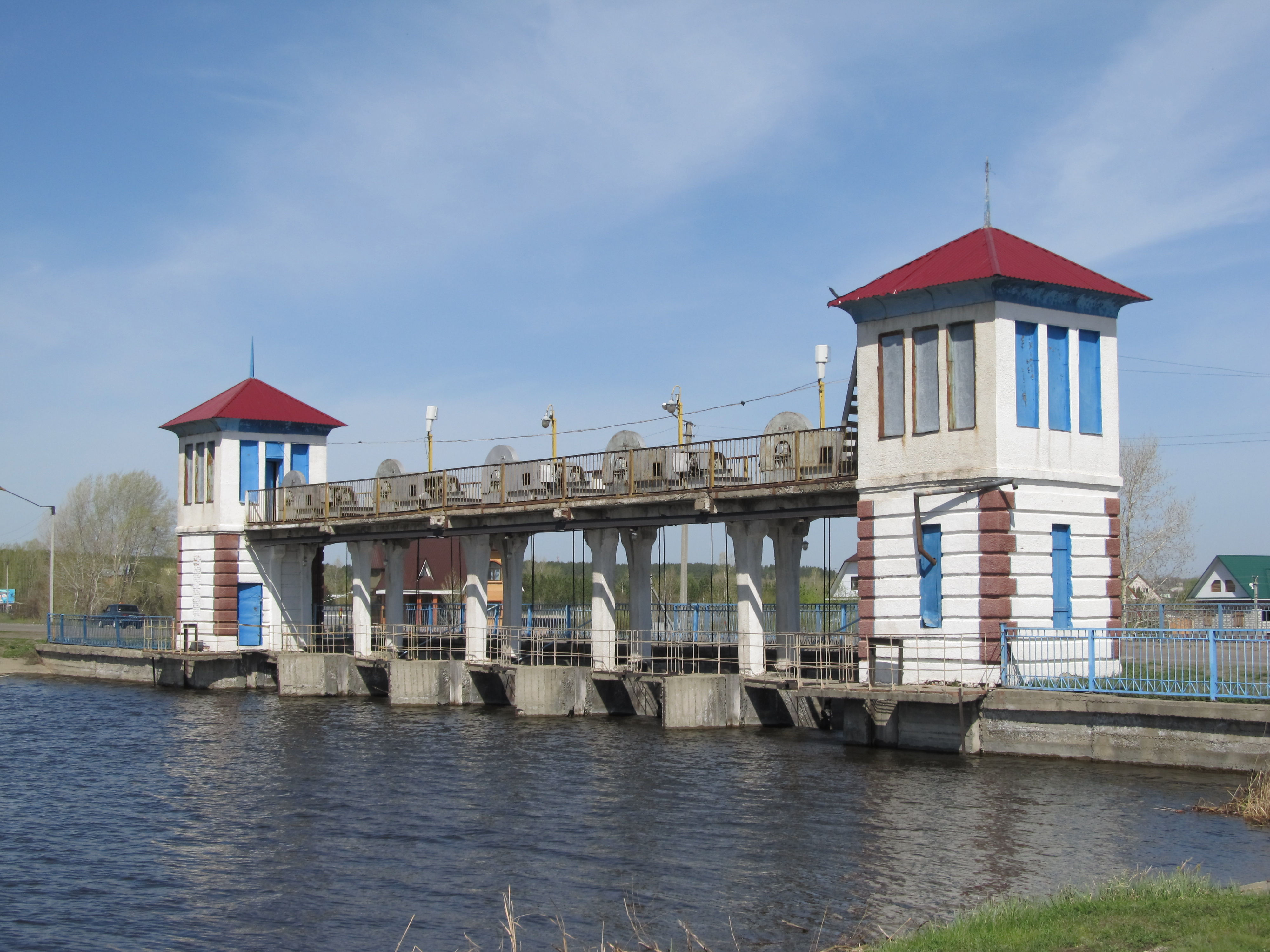
Плотина на реке Касмала.
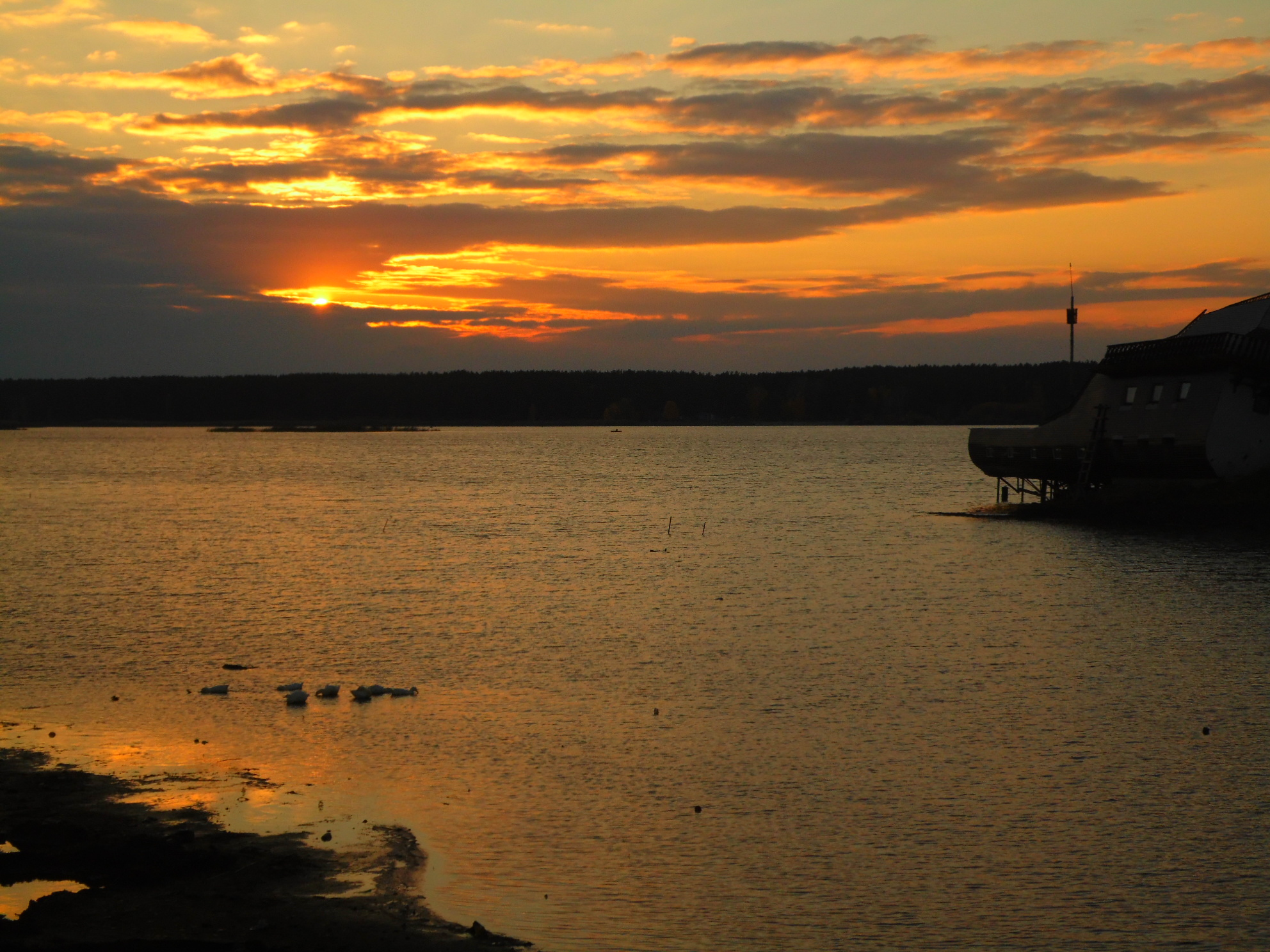
Павловский пруд.
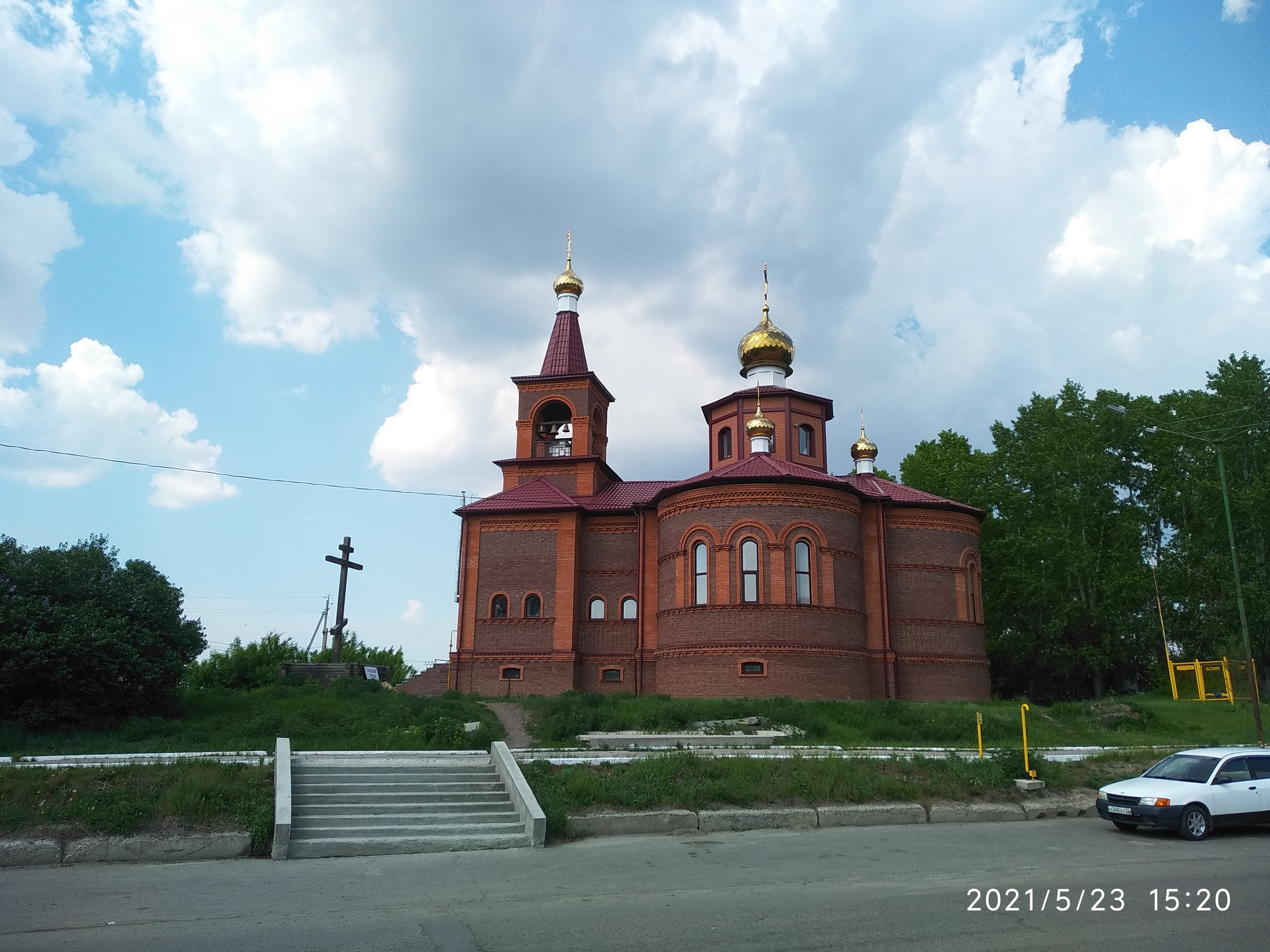
Церковь Введения во храм Пресвятой Богородицы.